# ГЕС Ітікіра II
ГЕС Ітікіра II ( (порт. Usina Hidrelétrica Itiquira ІІ)) — гідроелектростанція на півдні Бразилії у штаті Мату-Гросу. Знаходячись після ГЕС Ітікіра I, становить нижній ступінь у каскаді на річці Ітікіра (лівий витік Rio-Piquiri, лівої притоки Rio Sao Lourenco, що, своєю чергою, є лівою притокою Парагваю).
Відпрацьована на верхньому ступені гідровузла вода потрапляє у дериваційний канал довжиною 2,35 км та глибиною 6 метрів, за яким починається напірний водовід до машинного залу довжиною приблизно 0,4 км. Розташований на березі Ітікуіри зал обладнали двома турбінами типу Френсіс потужністю по 47,6 МВт, які при напорі 135,3 метра повинні забезпечувати виробництво 570 млн кВт·год електроенергії на рік.
Видача продукції відбувається по ЛЕП, розрахованій на роботу під напругою 230 кВ.